# Andreas Jordi
Andreas Jordi (* 10. Oktober 1961 in Affoltern am Albis) ist ein autodidaktischer Schweizer Maler. 

## Leben
Andreas Jordi wuchs in Knonau im elterlichen Gasthof auf. Mit 15 Jahren galt der fussballverrückte Junge vom FC Affoltern als grosse Schweizer Nachwuchshoffnung.  Mit 18 hängte er die Fussballschuhe an den Nagel und verdiente seinen Lebensunterhalt als Sportartikelverkäufer, Autohändler, Nachtwächter und Barmann. Mit 30 Jahren fand er seine Berufung und trat in die Fussstapfen seines Vaters Gottfried Jordi, der Maler, Musiker und Dichter war. Andreas Jordi startete als Autodidakt seine Karriere als zeitgenössischer Künstler.

## Werk
Ausserhalb seines Heimatlandes wurde Andreas Jordi erstmals bekannt, als die Schweizer Botschaft in Berlin ihn 2002 und 2003 beauftragte, den United Buddy Bear für die Schweiz zu gestalten. In seinen Werken greift er immer wieder das Thema Fussball auf, so anlässlich der WM 2006  als auch 2010. Er übermalte 2014 für die „Weinwelt“ teure Weinetiketten. «Jedes dieser bunten Bilder ist Ausdruck von Lebensfreude. In der Kunstszene wird Jordi als der „der mit den Farben tanzt“ bezeichnet».
Seit Anfang der 2000er Jahre zeigt Jordi seine Werke in Ausstellungen in Barcelona, Berlin, Bern, Charleston (USA), Dresden, Genf, London, Mallorca, New York City, San Francisco, Zürich.